# مزرعة ديبلمة ها (أرزوئية)
مزرعة دیبلمة ها (بالإنجليزية: Mazraeh-ye Diplomehha)‏ هي منطقة سكنية تقع في إيران في كرمان. يقدر عدد سكانها بـ 71 نسمة .